# Хадамар
Хадамар (нем. Hadamar) — город в Германии, в земле Гессен. Подчинён административному округу Гиссен. Входит в состав района Лимбург-Вайльбург. Население составляет 12 246 человек (на 31 декабря 2010 года). Занимает площадь 40,99 км². Официальный код — 06 5 33 007.

## История
В 1941 году в Хадамаре располагался Центр принудительной эвтаназии, в котором, в рамках программы Т-4, были умерщвлены около 15 000 граждан Германии , большинство из них — в газовых камерах, а остальные — смертельными инъекциями и голодом.  Кроме немецких граждан, в Хадамарской больнице были убиты сотни подневольных рабочих из Польши и других стран, оккупированных нацистами.

## Знаменитые жители и уроженцы
- Кристиан Эгенольф (1502—1555) — книгопечатник, типограф.
- Рейнгард Гадамарский — немецкий философ и богослов XVI века.
- Карл Вильгельм Дифенбах (1851—1913) — немецкий художник, общественный деятель.

## Города-побратимы
- Бельрив-сюр-Алье (Франция)

## Галерея

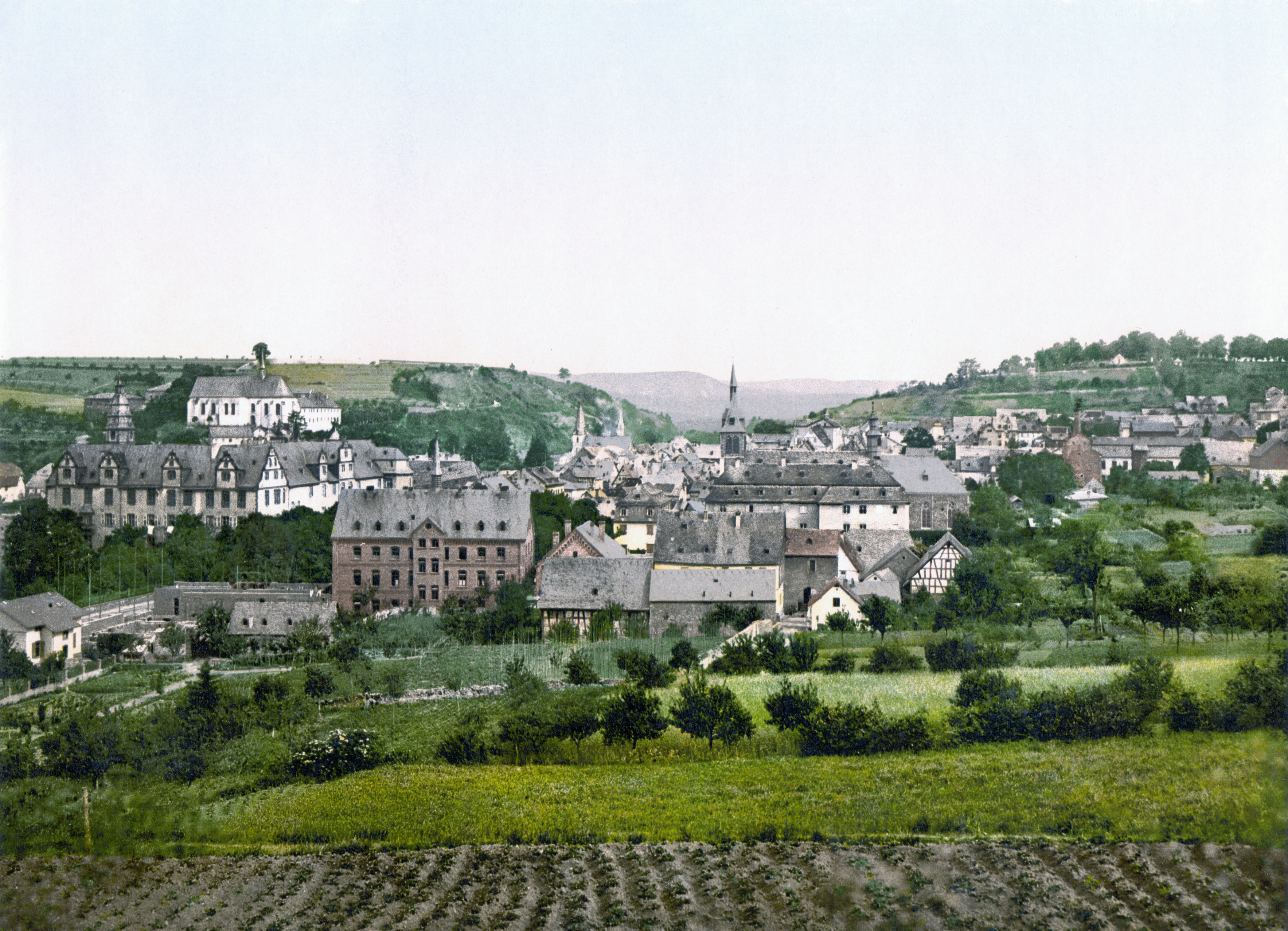
Хадамар
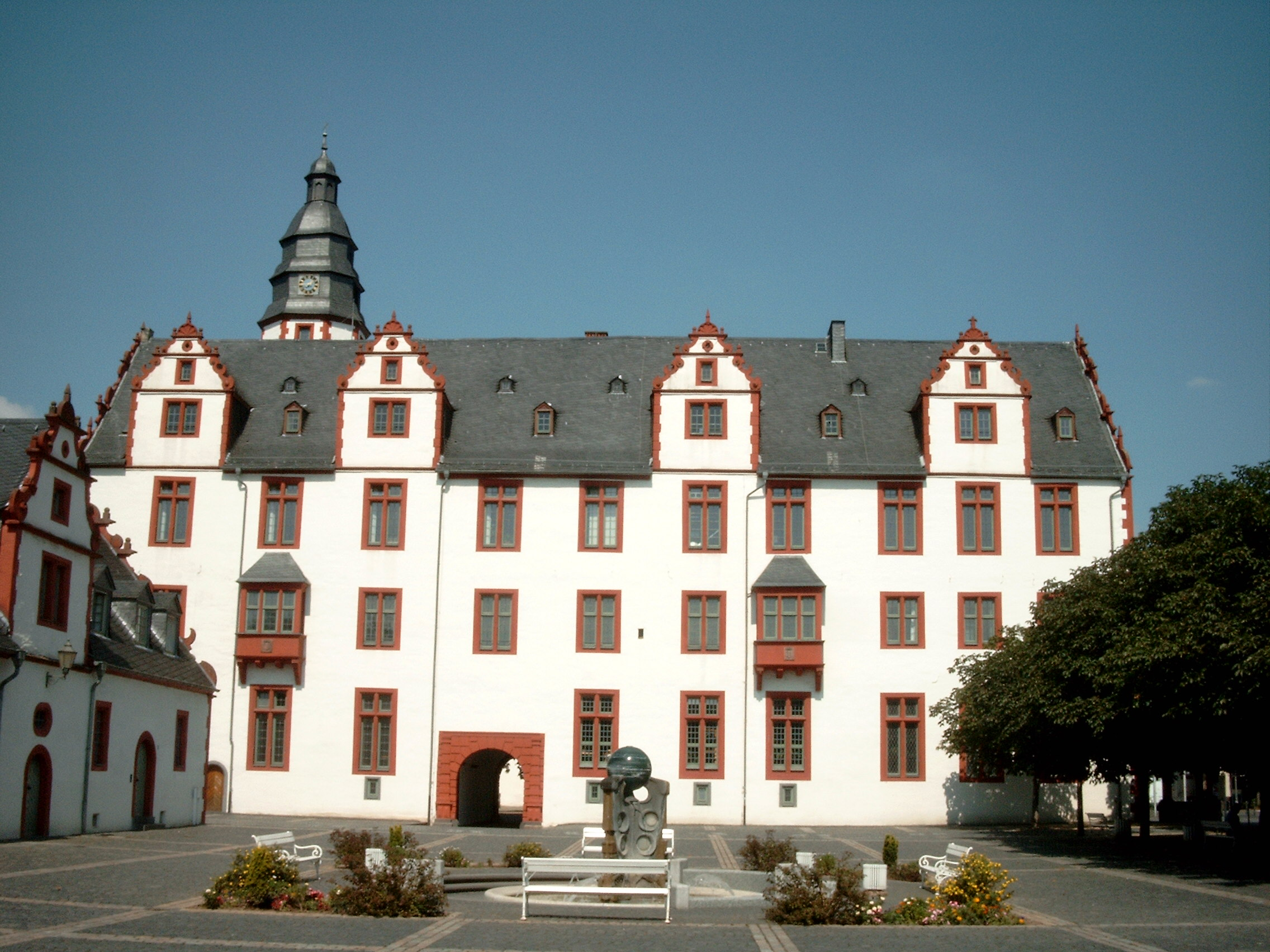
Хадамар